# استثمار الفضة

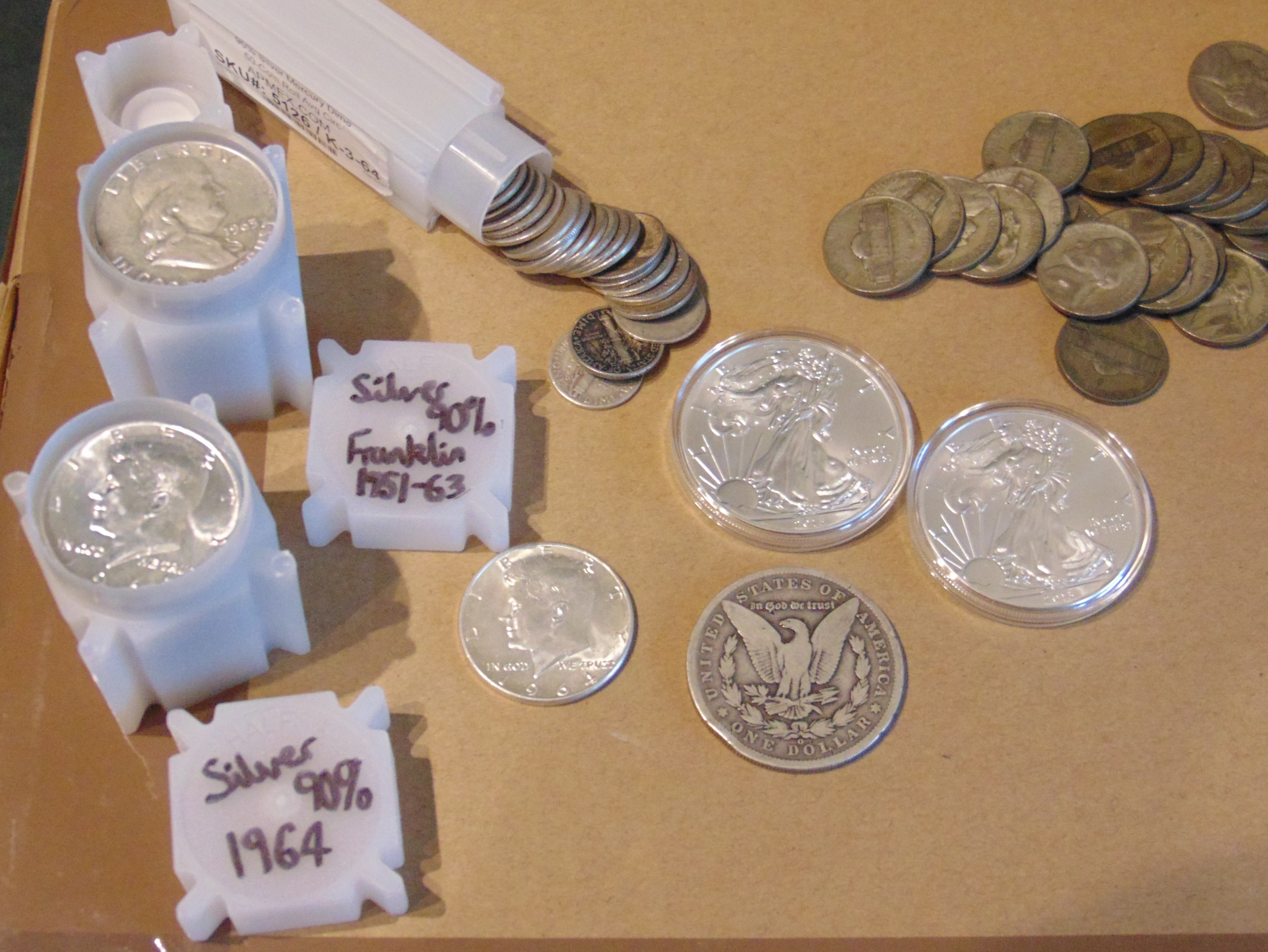
أمثلة مختلفة على العملات الأمريكية المستخدمة كاستثمارات فضية، بما في ذلك العملات الفضية المتداولة قبل عام 1964 وعملات النسر الفضي الأمريكية

يمكن استخدام الفضة كاستثمار مثل المعادن الثمينة الأخرى، وتم اعتباره شكل من أشكال المال ومخزناً للقيمة لأكثر من 4000 عام، على الرغم من أنه فقد دوره كعملة قانونية في عدد من البلدان المتقدمة عندما انتهى استخدام معيار الفضة في عام 1935م. ومع ذلك، تقوم بعض البلدان بسك سبائك وعملات معدنية لهواة الجمع، مثل النسر الفضي الأمريكي الذي يحمل قيمة اسمية. كان  الطلب الرئيسي على في الفضة عام 2009 في: التطبيقات الصناعية (40٪)، والمجوهرات، والعملات المعدنية، والمنتجات المتداولة في البورصة. وفي عام 2011 بلغت احتياطيات الفضة العالمية 530 ألف طن.
يتم شراء ملايين من عملات ورقة القيقب الفضية الكندية وعملات النسر الفضي الأمريكي كاستثمارات كل عام. على الرغم من أن هذه العملات المعدنية الذهبية تعتبر عملة قانونية، إلا أنها نادراً ما تستخدم في المتاجر. ولا يزال من الممكن العثور على عملات "الفضة غير المرغوب فيها"، التي تم سكها في الأصل للتداول، في التداول، وإن كان نادرًا، وهي أهداف شائعة في ممارسة البحث عن العملات المعدنية.

## السعر

سعر الفضة من عام 1792 إلى عام 2005. يعكس الارتفاع الذي حدث في عام 1980 أحداث الخميس الفضي.

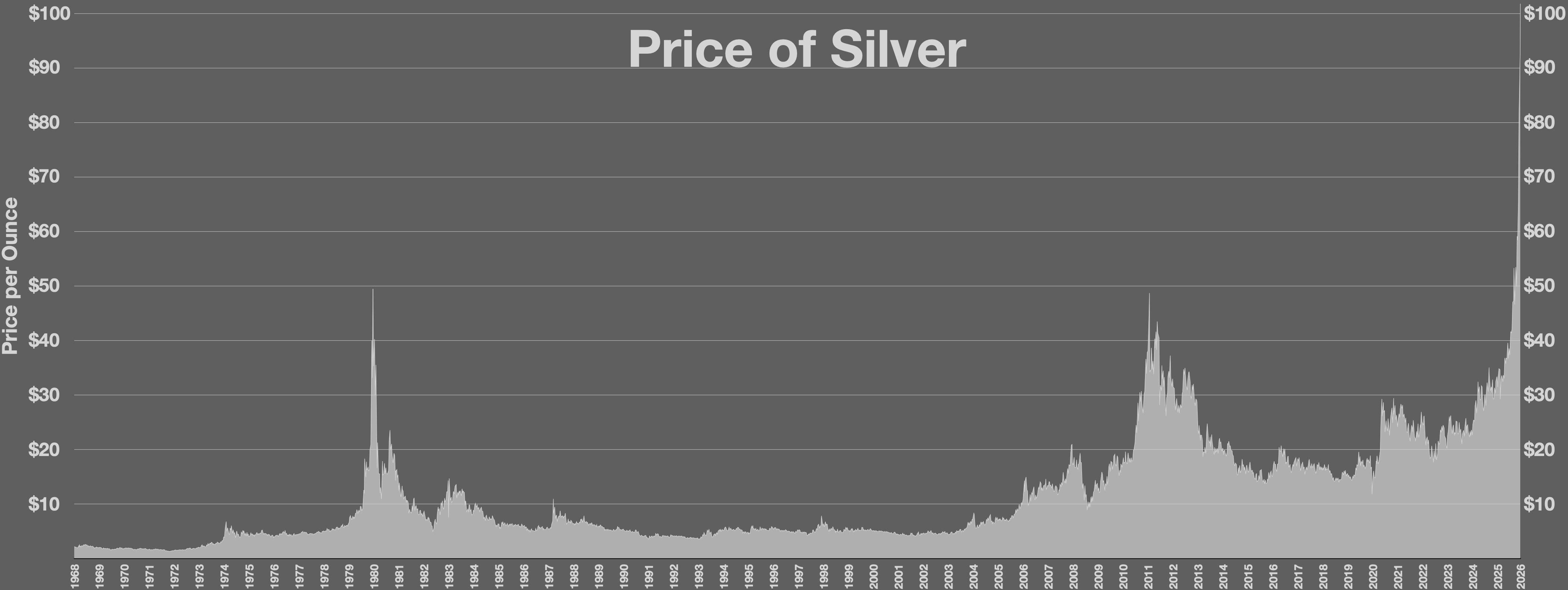
سعر الفضة 1968-2022

يتأثر سعر الفضة بالمضاربة والعرض والطلب، مثل معظم السلع. من المعروف أن سعر الفضة متقلب بشكل كبير مقارنة بسعر الذهب بسبب السوق الأصغر له، وانخفاض السيولة في السوق وتقلبات الطلب بين الاستخدامات الصناعية وتخزين القيمة. في بعض الأحيان، يمكن أن يؤدي هذا إلى اختلافات واسعة النطاق في التقييمات في السوق، مما يخلق تقلبات.
غالبا ما يتتبع سعر الفضة سعر الذهب بسبب متطلبات تخزين القيمة، على الرغم من أن النسبة يمكن أن تختلف. نسبة الفضة إلى الذهب في القشرة الأرضية هي 17.5:1. وغالبًا ما يتم تحليل نسبة سعر الذهب/الفضة من قبل التجار والمستثمرين والمشترين.
نسبة الذهب إلى الفضة هي أقدم سعر صرف يتم تتبعه بشكل مستمر في التاريخ. في العصر الروماني، تم تحديد نسبة السعر عند 12 (أو 12.5) إلى 1. عام 1792تم تحديد نسبة سعر الذهب/الفضة بموجب القانون في الولايات المتحدة عند 15:1،  مما يعني أن أونصة تروي واحدة من الذهب تساوي 15 أونصة تروي من الفضة؛ وتم سن نسبة 15.5:1 في فرنسا في عام 1803. ومع ذلك، بلغ متوسط نسبة سعر الذهب إلى الفضة خلال القرن العشرين 47:1.
ارتفع سعر الفضة بشكل كبير إلى حد ما منذ سبتمبر 2005، حيث بلغ في البداية حوالي 7 دولارات للأونصة، لكنه وصل إلى 14 دولار للأونصة لأول مرة بحلول أبريل 2006، وبلغ متوسط سعر الشهر 12.61 دولار للأونصة. و اعتباراً من مارس 2008، كان سعر الذهب يتراوح حول 20 دولار للأونصة. ومع ذلك، انخفض سعر الفضة بنسبة 58% في أكتوبر 2008، إلى جانب المعادن والسلع الأخرى، بسبب تأثيرات أزمة الائتمان. بحلول أبريل 2011، انتعشت الفضة لتصل إلى أعلى مستوى لها في 31 عامًا عند 49.21 دولار للأوقية في 29 أبريل 2011 بسبب المخاوف بشأن التضخم النقدي وملاءة الحكومات في العالم المتقدم، وخاصة في منطقة اليورو.

### التأثير
يتأثر سعر الفضة بمجموعة متنوعة من العوامل، منها:
- سوق الفضة أصغر واقل بكثير من سوق الذهب، حيث يبلغ حجم التداول في سوق السبائك الذهبية في لندن 18 مرة أكثر من القيمة النقدية للفضة.[17] وهذا يسمح للتاجر أو المستثمر الكبير بالتأثير على سعر الفضة إما بشكل إيجابي أو سلبي.
- بسبب خصائص الفضة، فإنها تلعب دورًا رئيسيًا في تصنيع الخلايا الكهروضوئية، واللحام المتوافق مع توجيه الحد من المواد الخطرة، والملابس والاستخدامات الطبية. وتشمل التطبيقات الجديدة الأخرى للفضة علامات تحديد الترددات الراديوية، ومواد حفظ الأخشاب، وتنقية المياه، ونظافة الأغذية.[18] تكشف بيانات عام 2010 أن غالبية الفضة تُستخدم في الصناعة (487.4 مليون أوقية)، والمجوهرات (167 مليون أوقية)، والاستثمارات (101.3 مليون أوقية).[19]
- يمكن استخدام الفضة، مثل جميع المعادن الثمينة، كوسيلة للتحوط ضد التضخم أو الانكماش أو انخفاض القيمة.[20]
- قد يتأثر الشعور العام فيما يتعلق بالفضة كوسيلة للتحوط ضد التضخم بالحملات التسويقية التي يقوم بها منتجو الفضة والشركات التابعة لها.

### تاريخ السعر
أعلى أسعار الفضة المسجلة كانت:
| البورصة                                           | 1980                   | 2011                   |
| جمعية سوق لندن للأوراق المالية (إغلاق)            | 49.45 دولار (18 يناير) | 48.7 (28 أبريل)        |
| بورصة لندن لسوق لندن للأوراق المالية (خلال اليوم) | 50.5 دولار (18 يناير)  |                        |
| بورصة نيويورك كومكس (إغلاق)                       | 48.7 (17 يناير)        | 48.55 دولار (29 أبريل) |
| بورصة نيويورك كومكس (خلال اليوم)                  | 50.36 دولار (18 يناير) | 49.82 دولار (25 أبريل) |
| بورصة شيكاغو التجارية (إغلاق)                     |                        |                        |
| بورصة شيكاغو التجارية (خلال اليوم)                | 52.8 (18 يناير)        |                        |

#### 1979-1980

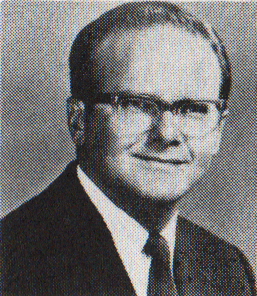
لامار هانت عام 1975

بسبب تصرفات الإخوة هانت (نيلسون بانكر هانت، وويليام هربرت هانت، ولامار هانت)، قفز سعر سبائك الفضة من حوالي 6 دولارات للأونصة إلى أعلى مستوى قياسي بلغ 49.45 دولار للأونصة في 18 يناير 1980، وهو ما يمثل زيادة قدرها 724%. من الصعب تحديد أعلى سعر للفضة المادية، ولكن بالاستناد إلى سعر العملات الفضية الشائعة، فقد بلغ ذروته عند حوالي 40 دولار للأوقية.
في 7 يناير 1980 وكرد على تراكم هانتس، اعتمدت بورصة نيويورك التجارية شركة أمريكية (كومكس) فجأة "القاعدة الفضية 7"، وفرضت قيوداً ثقيلة على شراء السلعة بالهامش، مما تسبب في عمليات تصفية ضخمة وضغوط هبوطية هائلة على الأسعار. كان الأخوة هانت قد اقترضوا مبالغ كبيرة لتمويل مشترياتهم، ومع بدء انخفاض الأسعار مرة أخرى، حيث انخفضت بنسبة تزيد عن 50% في أربعة أيام فقط، بسبب التصفية القسرية المفاجئة لمراكز الهامش، أصبحوا غير قادرين على تلبية التزاماتهم، مما تسبب في مزيد من الذعر في أسواق المعادن الثمينة.
لم تتم إدانة عائلة هانت بأي مخالفات جنائية، على الرغم من خسارتهم دعوى مدنية تتعلق بالحدث. ويتسبب هذا الحدث أيضا في تضاؤل ثروة عائلة هانتس، مما دفعهم إلى إعلان إفلاسهم. وفي عام 1989، وافقوا على تسوية مدنية مع لجنة تداول السلع الآجلة، ودفعوا غرامات، ووافقوا على حظر تداول السلع.

#### 2010-2011
كان هناك خطر هائل على الاقتصاد العالمي لدرجة أن المستثمرين دفعوا الأسعار إلى الارتفاع من خلال شراء السلع الدفاعية (مثل الفضة أو الذهب). وعندما ساد الاعتقاد بأن المخاطر قصيرة الأجل قد تراجعت، قام العديد من المستثمرين بإعادة تخصيص أصولهم إلى استثمارات ذات عائد (أرباح أو فوائد) مثل الأسهم أو السندات.
كانت أزمة سقف الدين في الولايات المتحدة عام 2011 أحد العوامل الأساسية في ارتفاع أسعار الفضة. سلطت انتخابات التجديد النصفي الأمريكية لعام 2010 الضوء على الاختلافات السياسية بين الرئيس أوباما وحركة حركة الشاي. وارتفع سعر الفضة في الوقت نفسه من 17 دولار إلى 30 دولار مع اقتراب موعد الانتخابات. وفي نهايات عام 2010 وعام 2011، وجدت الفضة "وضعا طبيعيا جديدا" بين 25 و30 دولار.
عام 2011، طالب الجمهوريون في الكونجرس بأن يكون خفض العجز جزءا من التشريع الذي يرفع سقف الدين في البلاد. وقد تم حل النزاع الناتج في 2 أغسطس 2011 بموجب قانون مراقبة الميزانية لعام 2011.
خلال الأشهر القليلة الأولى من عام 2011، قامت مؤسستا موديز وستاندرد آند بورز بخفض توقعاتهما بشأن المالية العامة للولايات المتحدة؛ وكان هذا بمثابة صدمة كبيرة للعالم المالي وأدى إلى ارتفاع سعر الفضة إلى 50 دولار.
- في 18 أبريل 2011، أصدرت وكالة ستاندرد آند بورز للتصنيف الائتماني التي يقع مقرها في الولايات المتحدة نظرة "سلبية" على التصنيف الائتماني للديون السيادية الأميركية عند "AAA" (أعلى جودة)، وذلك للمرة الأولى منذ بدأت الوكالة عملها في عام 1860، وهو ما يشير إلى وجود فرصة واحدة من كل ثلاثة لخفض التصنيف بشكل صريح على مدى العامين المقبلين.
- في 25 أبريل 2011 تم تداول الفضة بسعر 49.8 دولار للأوقية في سوق نيويورك الفورية.

في 5 أغسطس 2011، أصدرت وكالة ستاندرد آند بورز أول تخفيض على الإطلاق للتصنيف الائتماني للحكومة الفيدرالية، مشيرة إلى تحذيراتها في أبريل من نفس العام، وصعوبة سد الفجوة بين الطرفين، وأن الاتفاق الناتج لم يرق إلى مستوى "الصفقة الكبرى" الشاملة المأمولة. وقد ساهم تخفيض التصنيف الائتماني وانهيار سقف الديون في انخفاض مؤشر داو جونز الصناعي بنحو 2000 نقطة في أواخر يوليو/تموز وأغسطس/آب. وبعد التخفيض نفسه، شهد مؤشر داو جونز الصناعي أحد أسوأ أيامه في التاريخ، حيث انخفض بمقدار 635 نقطة في 8 أغسطس. 
وبعد ذلك، وبما أنه أصبح من المرجح أن يأمر وزير الخزانة الأميركي تيموثي جايثنر الخزانة باستخدام تدابير استثنائية لتأخير الأزمة، استقر سعر الفضة عند 35 دولار للأوقية. ومع استمرار الانهيار خلال الصيف، تحركت أسعار الفضة في نطاق 33 إلى 43 دولار. وبعد أن أصبح من الواضح أن "الكارثة المالية" سوف تتأخر حتى أواخر الصيف، تخلص العديد من المستثمرين من الفضة والسلع وعادوا إلى الأسهم الأميركية. وسرعان ما عاد سعر الفضة إلى 30 دولار، ثم انخفض إلى ما دون مستويات 2010 في الأعوام القليلة التالية. كان تصنيف حركة الفضة على أنها "فقاعة" (كما نرى عند مقارنة الفضة بالذهب) محل جدال، حيث ينكر بيتر شيف وجود فقاعة على الإطلاق ويؤكد أن العوامل التي أدت إلى ارتفاع سعر الفضة لم يتم حلها بعد.

## أدوات الاستثمار

### السبائك (بار)

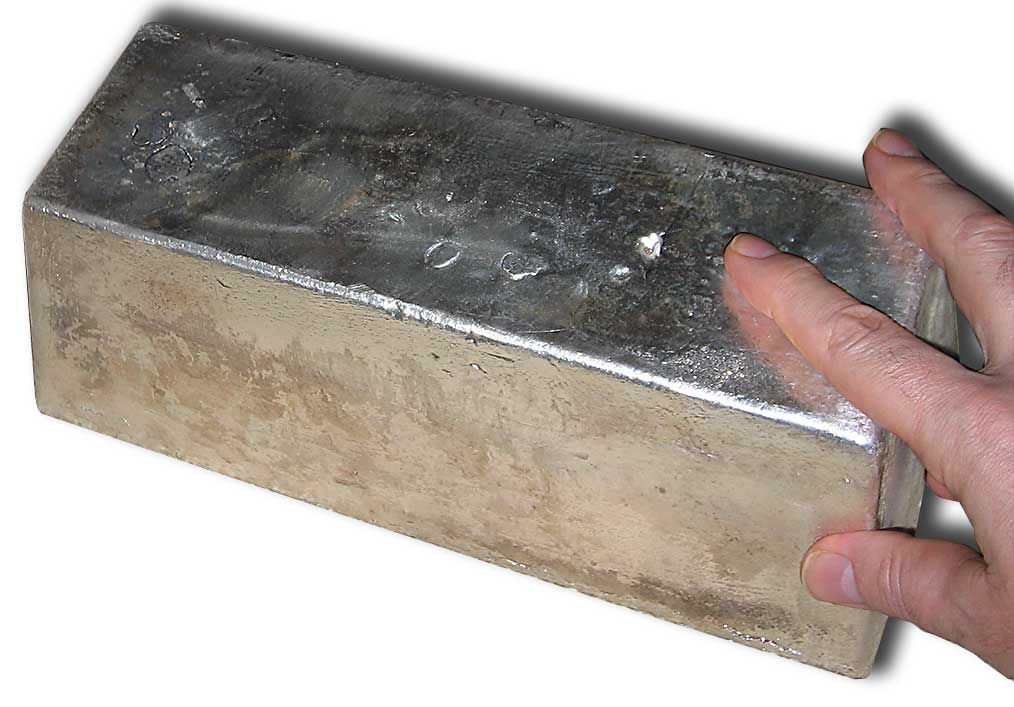
1000 سبيكة فضة 31.1 كجم (أونصة)

يعد شراء سبائك الفضة الفعلية هي الطريقة التقليدية للاستثمار في الفضة. في بعض البلدان، مثل سويسرا وليختنشتاين، يمكن شراء سبائك الذهب أو بيعها بالتداول خارج البورصة في البنوك الكبرى.
الشكل المستطيلي المسطح لقضبان الفضة يجعلها مثالية للتخزين في خزانة منزلية، أو صندوق ودائع آمن في أحد البنوك، أو وضعها في مخزن مخصص (يُعرف أيضًا باسم غير قابل للاستبدال ) أو غير مخصص ( قابل للاستبدال أو مجمع ) لدى أحد البنوك أو التجار. يمكن صب سبائك الفضة أو سكها؛ وفي الغالب ما تتضمن كلتا الفئتين إنتاج سبائك ذات تصميمات زخرفية معقدة تجذب هواة الجمع، وغالبًا ما يشار إليها باسم "سبائك الفن".
توجد أحجام مختلفة من سبائك الفضة وهي 1، 10، 100 و 1000 أونصة تروي، و 100 جرام (3.215 أونصة تروي) و 1 كيلو جرام (32.15 أونصة تروي)، بالإضافة إلى أحجام أخرى.

### العملات المعدنية والمستديرة

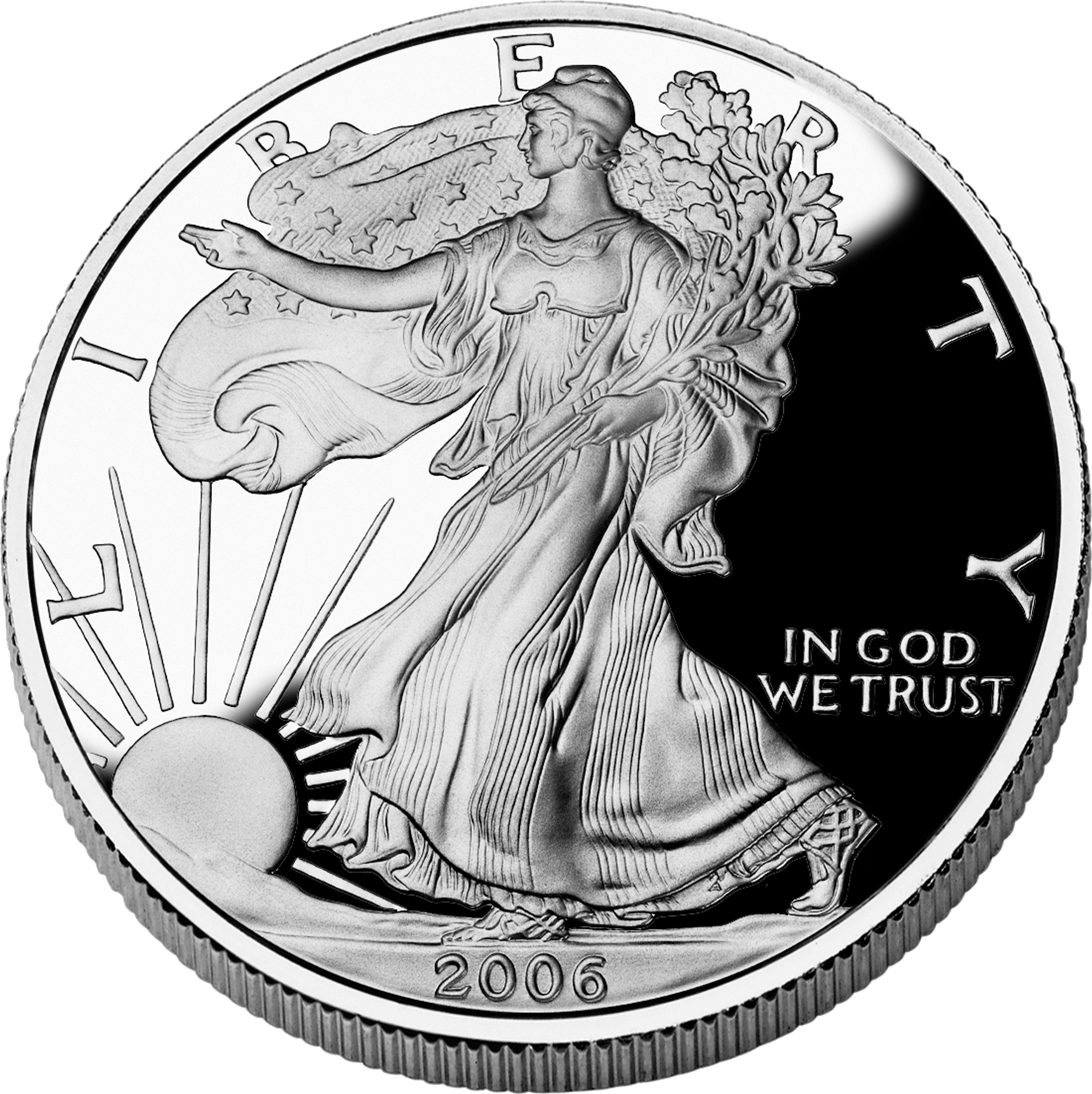
عملة النسر الفضي الأمريكي

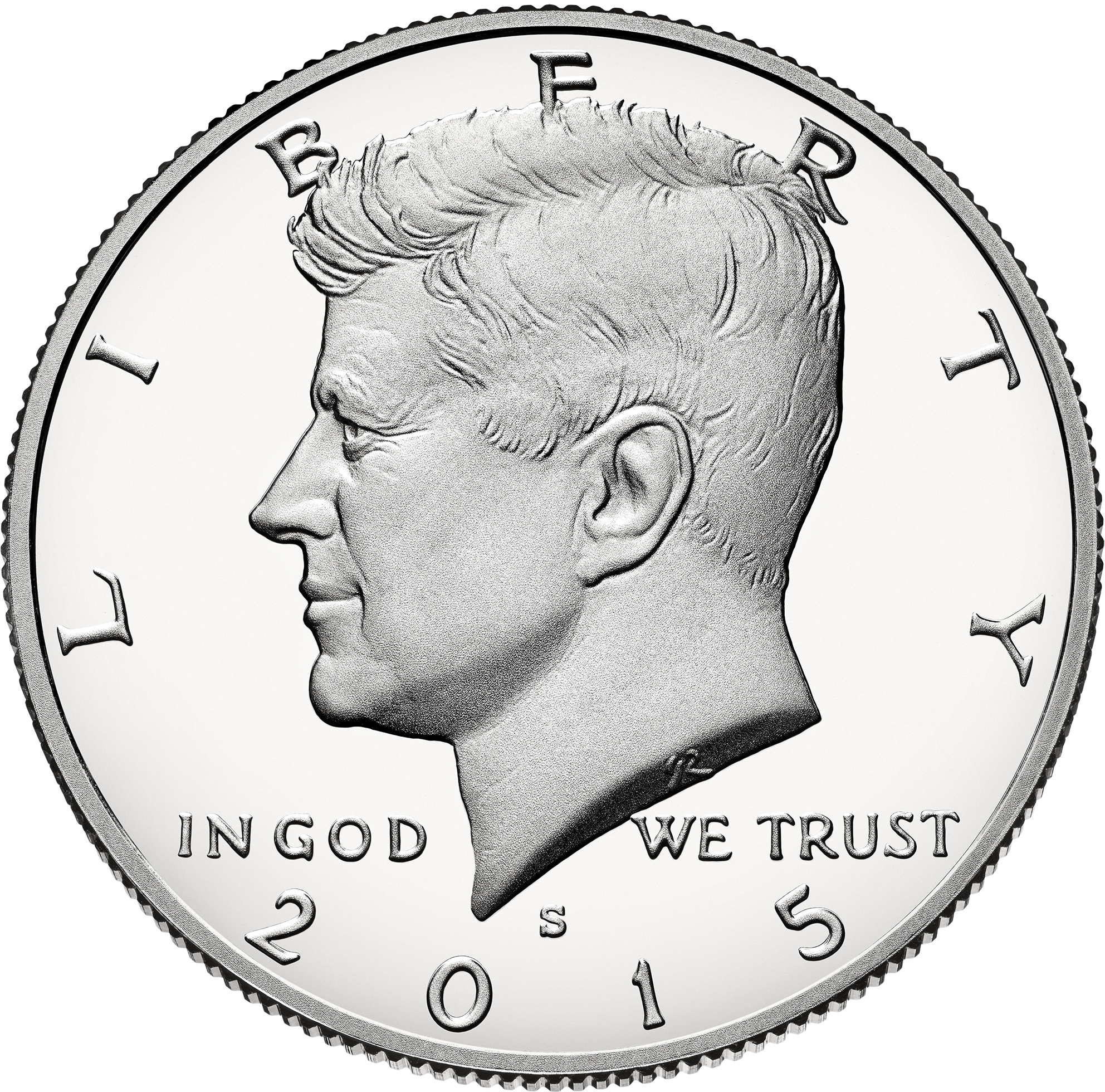
نصف دولار كينيدي الصادر عام 1964 من الفضة ثم تم تغيير المعدن لاحقا

يشير مصطلح "عملة معدنية" عادة إلى قطعة معدنية تم سكها من قبل حكومة ذات سيادة وتتمتع بوضع العطاء القانوني داخل بلد المنشأ. تتميز العملة المعدنية بالاعتراف الرسمي بها وتحمل قيمة اسمية دنيا، تمثل القيمة المخصصة لها. وهذا يعني أنه يمكن استخدامها كوسيلة لتبادل السلع والخدمات.
قد يتم سك العملات الفضية إما كفضة نقية أو فضة خام. تشمل العملات الفضية الجميلة التي سكتها الحكومات عملة ورقة القيقب الكندية الفضية التي تزن أونصة واحدة وتحتوي على 99.99% من الفضة، وعملة النسر الأمريكي الفضي التي تحتوي على 99.93% من الفضة. تعتبر العملات الفضية التي تسكها الحكومة بمثابة عملة قانونية، وغالبًا ما تتمتع بمعاملة ضريبية خاصة.
يشير مصطلح الفضة غير المرغوب فيها إلى العملات الفضية التي لا تحتوي على قسط نقدي. في الولايات المتحدة، يُقصد بذلك العملات المعدنية من فئة العشرة سنتات والربع دولار والنصف دولار التي كانت مصنوعة من الفضة بنسبة 90% قبل عام 1964؛ وتحتوي القيمة الاسمية للدولار الواحد من هذه العملات المتداولة على 0.715 أونصة تروي (22.2 غرام) من الفضة النقية. تم سك جميع عملات النصف دولار كينيدي الصادرة في الفترة من 1965 إلى 1970 وبعض عملات النصف دولار الصادرة في عام 1976 بنسبة 40% من الفضة. "نيكل الحرب" هو الاسم الذي أُطلق على بعض العملات المعدنية من فئة النيكل الصادرة في الفترة ما بين عامي 1942 و1945، والتي تحتوي على نسبة 35% من الفضة.

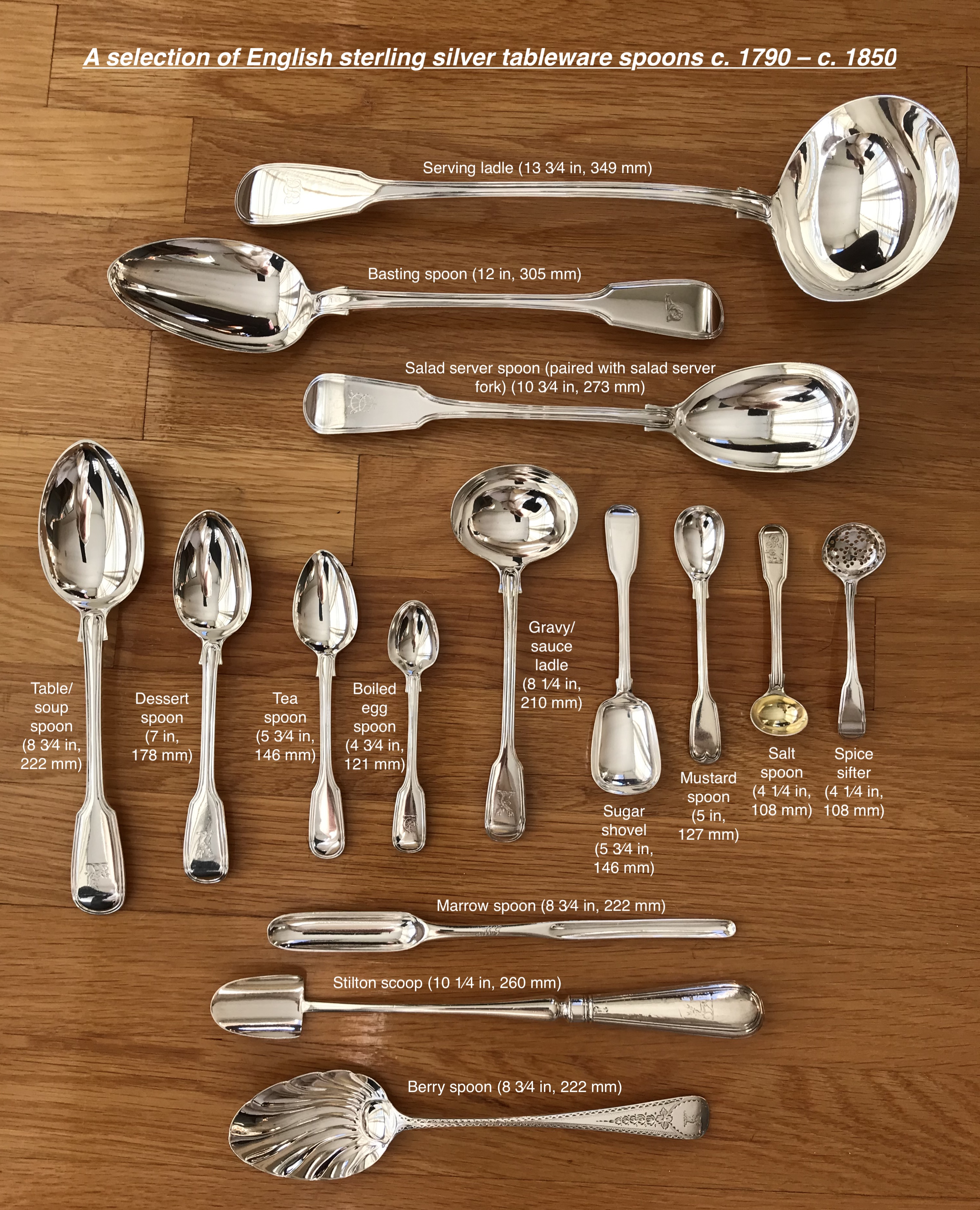
مجموعة مختارة من ملاعق المائدة الفضية الإنجليزية الإسترلينية

كما قامت دول أخرى مثل أستراليا وكندا والمكسيك وسويسرا والمملكة المتحدة بسك عملات فضية غير مرغوب فيها في الماضي. كل هذه البلدان (باستثناء المكسيك وسويسرا) قامت في البداية بسك عملات فضية إسترلينية للتداول، قبل أن يتم تخفيض محتوى الفضة في العملات: أستراليا إلى 50% في عام 1946، وكندا إلى 80% في عام 1920، والمملكة المتحدة إلى 50% بالقرب من عام 1920. كانت حالة المكسيك فريدة إلى حد ما، حيث تم تخفيض محتوى الفضة في عملات البيزو الواحد إلى 50% في عام 1947، بينما استمرت العملات ذات الفئات الأعلى (مثل 5 بيزو، 10 بيزو) في الصك بنسبة 72-90% من الفضة حتى تم سك آخر عملات فضية في عام 1979.
إن العملات المستديرة هي سبائك يتم سكها بشكل خاص وتبدو مشابهة للعملات المعدنية، ولكن ليس لها قيمة اسمية وليست عملة قانونية، على عكس العملات المعدنية.

### المنتجات المتداولة في البورصة
تمثل منتجات الفضة المتداولة في البورصة طريقة سريعة وسهلة للمستثمر للحصول على التعرض لسعر الفضة، دون عناء تخزين السبائك المادية. تشمل منتجات الفضة المتداولة في البورصة ما يلي:
- صندوق اي شيرز الفضي التي أطلقتها iShares هي أكبر صندوق متداول في البورصة للفضة في السوق مع أكثر من 340 مليون أوقية طروادة من الفضة مخزنة.[27]
- إي تي اف اس فيزيكال سيلفير  و إي تي اف اس سيلفير تراست  أطلقتهما ETF Securities.
- صندوق سبروت الفضي الطبيعي[28] هو صندوق مغلق أنشأته Sprott Asset Management. تم الانتهاء من الطرح العام الأولي في 3 نوفمبر 2010.[29]

### الحسابات
تقدم معظم البنوك السويسرية حسابات فضية حيث يمكن شراء الفضة أو بيعها على الفور تمامًا مثل أي عملة أجنبية.[بحاجة لمصدر] وعلى عكس الاحتفاظ بالفضة المادية، يحق للعميل المطالبة بكمية معينة من الفضة من البنك. يقدم مزودو العملة الذهبية الرقمية وبورصات السبائك عبر الإنترنت، مثل ون جولد أو بليون فاولت أو جولد موني، الفضة كبديل للذهب. تسمح بعض هذه الشركات للمستثمرين باسترداد استثماراتهم من خلال تسليم الفضة المادية.

### شركات التعدين
لا تمثل هذه الأسهم الفضة على الإطلاق، بل هي أسهم في شركات تعدين الفضة. نادرًا ما تقوم الشركات بتعدين الفضة وحدها، حيث توجد الفضة عادةً داخل أو بجانب خام يحتوي على معادن أخرى، مثل القصدير أو الرصاص أو الزنك أو النحاس. لذلك، تُعَد الأسهم أيضًا استثمارًا في المعادن الأساسية، وليس استثمارًا في الفضة فقط. كما هو الحال مع جميع أسهم التعدين، هناك العديد من العوامل الأخرى التي يجب مراعاتها عند تقييم سعر السهم، بخلاف سعر السلعة ببساطة. بدلاً من اختيار الشركات الفردية شخصيًا، يفضل بعض المستثمرين توزيع مخاطرهم من خلال الاستثمار في صناديق الاستثمار المشترك لتعدين المعادن الثمينة.

## الضرائب

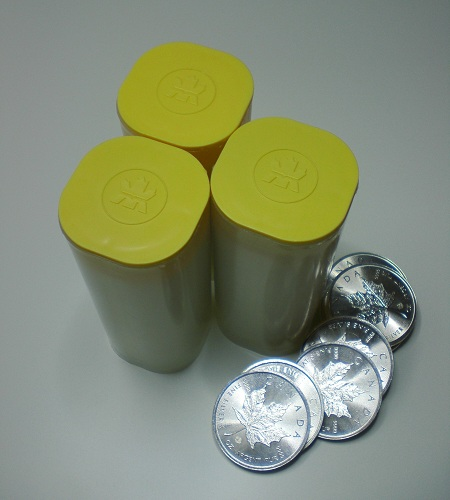
عملات ورقة القيقب الكندية

في العديد من الأنظمة الضريبية، لا تتمتع الفضة بالمكانة الخاصة التي يتمتع بها الذهب في كثير من الأحيان. على سبيل المثال، في الاتحاد الأوروبي، تُعفى تجارة العملات الذهبية المعترف بها ومنتجات السبائك من ضريبة القيمة المضافة، ولكن لا يتم منح مثل هذا الإعفاء للفضة. وهذا يجعل الاستثمار في العملات الفضية أو السبائك أقل جاذبية للمستثمر الخاص، بسبب القسط الإضافي على المشتريات المتمثل في ضريبة القيمة المضافة غير القابلة للاسترداد (التي يتم فرضها بنسبة 20% في المملكة المتحدة و19% على السبائك و7% على منتجات السبائك ذات القيمة الاسمية، على سبيل المثال، النسر الأمريكي الفضي وورقة القيقب الكندية، في ألمانيا). يمكن للشركات النرويجية قانونيًا التسليم بدون ضريبة القيمة المضافة إلى بقية أوروبا ضمن حدود سنوية معينة أو يمكنها ترتيب الاستلام المحلي.[بحاجة لمصدر]
قد تنطبق ضرائب أخرى مثل ضريبة أرباح رأس المال على الأفراد بحسب بلد الإقامة (الحالة الضريبية) وما إذا كان الأصل يباع بقيمة اسمية متزايدة. على سبيل المثال، في الولايات المتحدة، يتم فرض ضريبة على الفضة فقط عند بيعها لتحقيق ربح، بمعدل ضريبة مكاسب رأس المال الخاصة بالمقتنيات (معدل ضريبة الدخل العادي، بحد أقصى 28٪ للفضة التي يتم الاحتفاظ بها لأكثر من عام واحد.[بحاجة لتوضيح] عام 2011 اعترف قانون العطاء القانوني في ولاية يوتا بالعملات الفضية والذهبية التي تم سكها في الولايات المتحدة كعملة قانونية داخل يوتا، بحيث يمكن استخدامها لسداد أي دين في ولاية يوتا دون الخضوع لضريبة مكاسب رأس المال في ولاية يوتا (على الرغم من أن مثل هذه الضريبة ستظل سارية لأغراض الضرائب الفيدرالية، حيث لا يمكن لمثل هذا القانون الحكومي أن يلغي القانون الفيدرالي).

## روابط خارجية
- تثبيت سعر الفضة في لندن حاليًا من قبل سوق السبائك في لندن